# 玉兔号月球车

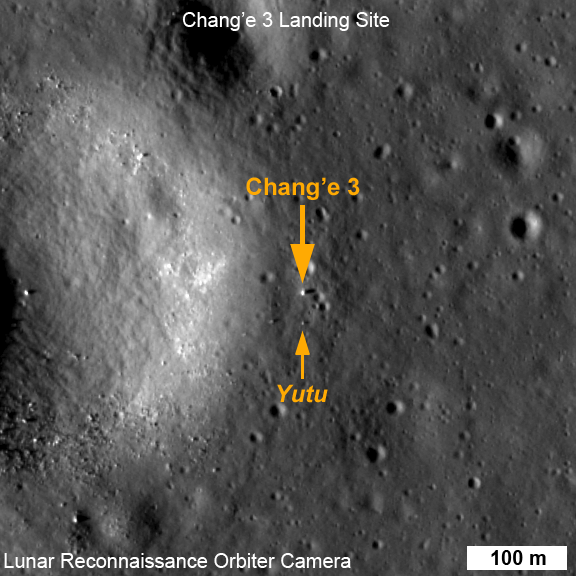
嫦娥三号着陆器（大箭头所示）及玉兔号月球车（小箭头所示）在月面的图像。图片由美国宇航局月球勘测轨道飞行器拍摄。图片显示了嫦娥3号着陆点周边长宽各576米的一块正方形区域。图片上方为北方。

玉兔号月球车是中国设计制造的一种月球车，搭载于嫦娥三号月球探测器。嫦娥三号于2013年12月2日凌晨1时30分00秒34毫秒从西昌卫星发射中心由长征三号乙增强型运载火箭发射，于12月14日21時12分成功软着陆于月球表面，12月15日凌晨4时35分，玉兔号月球车从嫦娥三号中走出，成为自1973年苏联的月球车2号以来再次踏上月球表面的无人驾驶月球车。
玉兔号月球车已于2016年7月31日晚超额完成任务并停止工作，其共在月球上生存工作了972天。

## 名称
嫦娥三号月球车的名称由全球征名投票产生。2013年9月25日，中国探月工程总设计师吳偉仁宣布，由国家航天局探月与航天工程中心主办的嫦娥三号巡视器全球征名活动正式启动。活动征名阶段持续至同年10月25日，共收到征名作品193087件（除去重复名称后为53091个）。10月26日，评委会公布了由评审委员投票选出的10个候选名称，包括：玉兔号、探索号、揽月号、钱学森号、追梦号、寻梦号、追月号、梦想号、使命号、前进号，其中“玉兔号”是征名阶段提交次数最多的名称。随后进行了为期10天的网友投票，共收到有效投票3445248张，其中“玉兔号”649956张，得票第一。又经过评委会终审评审，评委投票与公众投票的结果加权计算，最后经探月工程重大专项领导小组批准，中国第一辆月球车命名为“玉兔号”。
“玉兔”来源于中国神话中在月球上陪伴嫦娥的兔子的名字。“玉兔善良、纯洁、敏捷的形象与月球车的构造、使命既形似又神似”，这一名称“（既）体现了中华民族的传统文化，又反映了中国和平利用太空的宗旨”。
另外，此次征名活动中入选的另外2个候选名称与后来中国载人月球探测工程中的2个航天器名称相同（“探索”载人月球车与“揽月”着陆器）。

## 历史

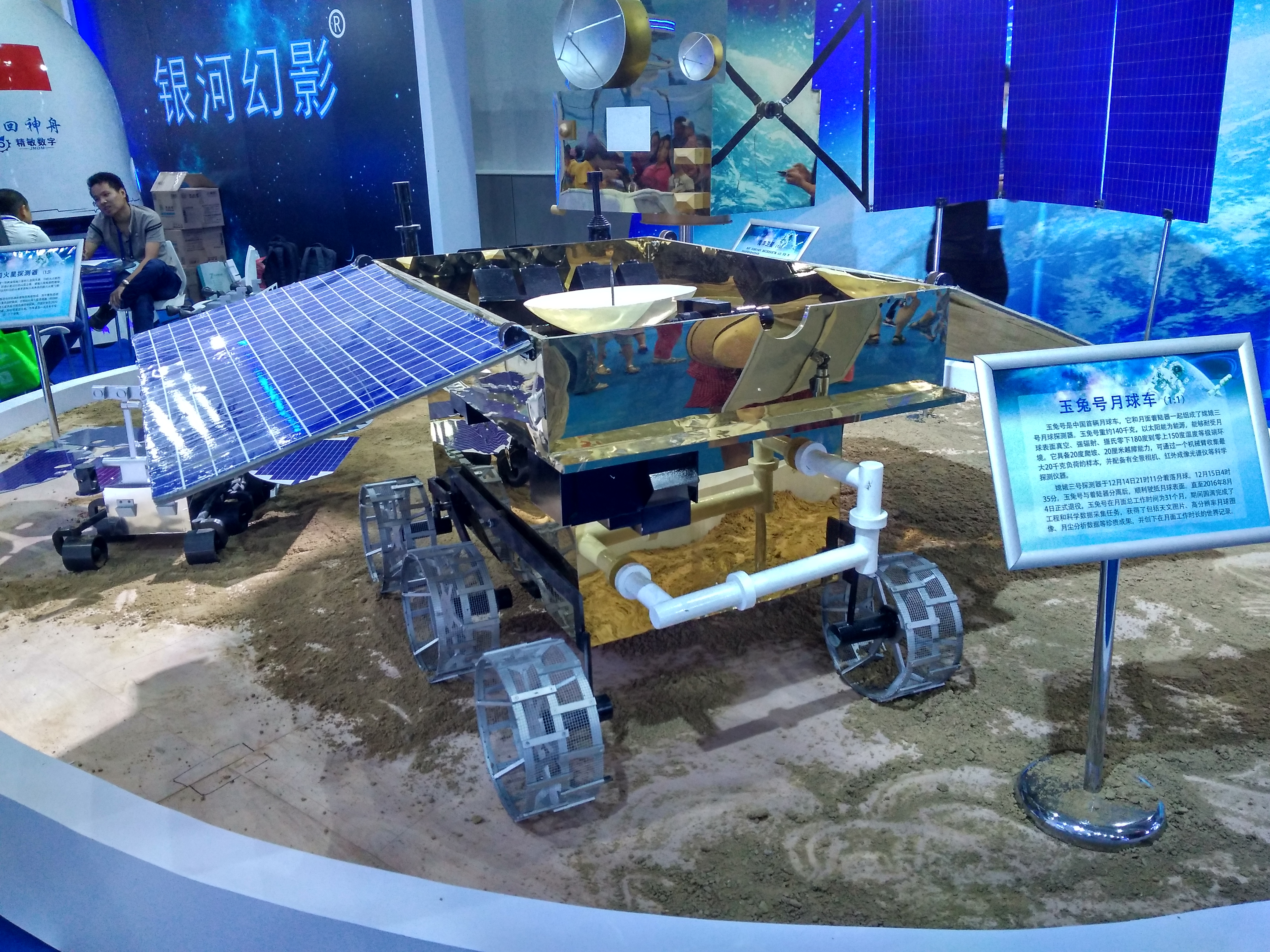
玉兔号月球车等比例模型

### 研发
2003年，中国已经开始月球机器人的研制工作。2008年，月球车的样机通过验收。中国的多家单位提供了十几种月球车方案，最终选中的是航天科技集团第五研究院主要负责研制的月球车。2013年，月球车的研制完成。同年11月，国家国防科技工业局宣布将中国首辆月球车命名为“玉兔号”。

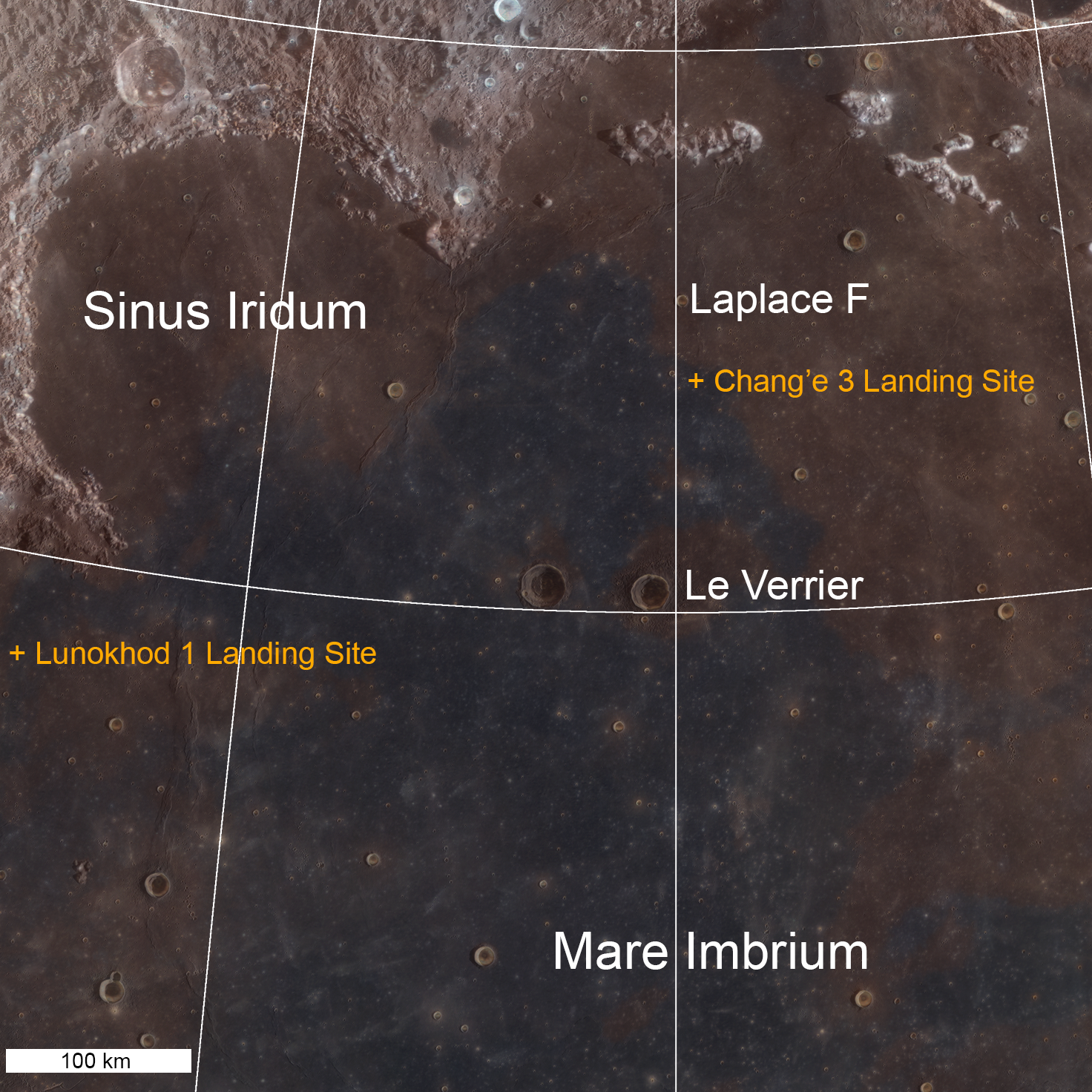
虹灣地区的图像。图片由美国宇航局月球勘测轨道飞行器拍摄。右上方橙色加号所示位置为嫦娥三号登陆器及玉兔号着陆点。

### 发射及着陆
2013年12月2日1时30分，搭载玉兔号月球车的嫦娥三号月球探测器从西昌卫星发射中心成功发射。經過14天航程後，嫦娥三号搭载玉兔号月球车于12月14日21時12分软着陆于预定的虹湾地区，12月15日凌晨4时35分，玉兔号月球车从嫦娥三号着陆器上走下来，成为自1973年苏联的月球车2号以来首次踏上月球表面的月球车。
12月26日，玉兔号月球车进入休眠状态以抵御月球表面在月夜期间的低温环境，2014年1月12日，月球车被唤醒，继续展开科学探测活动并获得大量探测数据。

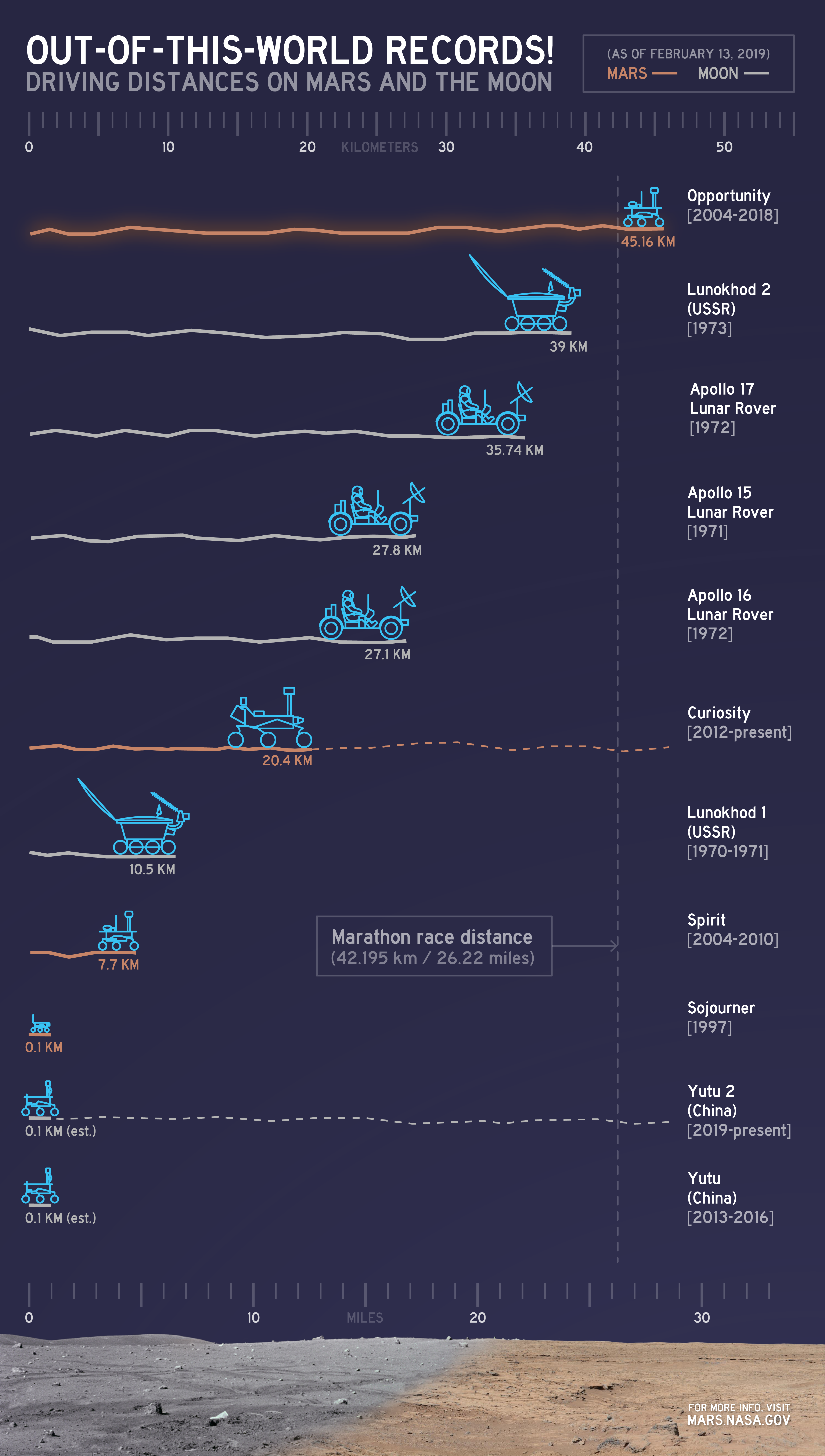
玉兔号在月球上行驶的距离

### 故障
2014年1月25日，第二次月夜休眠之前，受复杂月面环境的影响，月球车的机构控制出现异常。科研人员随即组织抢修，但暗示故障可能已无法修复，月球车在月夜结束后可能无法继续工作。
2014年2月12日晚，月球车着陆的第二个月夜结束两天后，一名负责抢修月球车的任务核心人员表示月球车情况趋向好转，有被唤醒的迹象。次日，探月工程新闻发言人表示“玉兔号”已全面苏醒，基本上回到了休眠前的状态，但问题仍未解决，有待继续研究。相关研究人员认为，玉兔号的故障可能是由于月球车行走时带起大量月壤细粒形成月尘导致的。月尘可能进入月球车内部并对其设备造成破坏引发故障。
2014年3月24日，玉兔号进入第四个月夜休眠期，预计将于4月10日苏醒，其三个月的设计寿命也已到期。中国探月工程副总设计师、中国航天科技集团科技委副主任于登云向媒体表示，玉兔号仅是行动功能故障，其他科学探测功能并没有丧失，依然可以正常探测并发回有效数据，而排除故障的工作也一直没有放弃。设计寿命到期后也依然可以继续发挥作用。
2014年7月21日，嫦娥三号探测器系统副总指挥、副总设计师，上海航天技术研究院张玉花研究员表示，“玉兔”已成功唤醒，但故障仍未排除。

### 长期运行创纪录
2015年中秋节前，微博账号“月球车玉兔”一次不足百字的状态更新，引来3000多次转发、2000多条留言与13000多次点赞。成功登月近两年后，中国首辆月球车依然备受民众挂念。
嫦娥三号探测器系统首席科学家叶培建10月27日说，玉兔号已成为在月球“活”得最久的人造探测器， 也是地外星球表面仍然“活”着的三个车型人造探测器中的一个，其他两个分别是机遇号和好奇号火星车。
2016年1月2日，据《纽约时报》和《霍芬顿邮报》的报道称，玉兔号在月球表面发现了一种新型的月球岩石。这种最新发现的岩石是一种玄武岩，其中含有钛元素。这种岩石中也富含一种被称为钛铁矿的矿物质，这种矿物质中含有钛元素和铁元素。这种钛铁矿之前就曾在其它的月球岩石中发现，但是这种新型岩石中的矿物含量属于中等水平，与70年代阿波罗任务带回的岩石不同，那些岩石中的矿物质含量要么很高要么很低。
2016年7月31日，经地面中心确认，玉兔号月球车停止工作并超额完成任务，共工作972天，远远超出预期的三个月。

## 结构和功能
玉兔号月球车呈长方形盒状，长1.5米，宽1米，高1.1米，重136公斤，有6个轮子，两片可以折叠的太阳能电池板，一个地月对话通讯天线，四个位于顶部的导航相机及全景相机，前方还装有避障相机以及一个机械臂。以太阳能电池供电，可耐受月面300摄氏度的温差。

## 月面探测任务
玉兔号月球车的主要探测任务包括月表形貌与地质构造调查、月表物质成分和资源勘察、月壤物理特性探测等。装有全景相机、测月雷达、粒子激发X射线谱仪、红外光谱仪等仪器，将对月表进行三维光学成像、红外光谱分析，开展月壤厚度和结构科学探测，对月表物质主要元素进行现场分析等探测。